# Salix rorida
Salix rorida es una especie de sauce perteneciente a la familia de las salicáceas. Es nativa de Japón, norte de China, Corea y  Extremo Oriente ruso.

## Descripción
Es un árbol que alcanza un tamaño  de 15 m de altura, de corteza color marrón grisáceo, al principio de color verde grisáceo, la corona en forma de torre o globosa. La ramillas rojizas, glabras. Brotes glabros. Estípulas ausentes o, cuando están presentes, ovadas o anchamente ovadas, rara vez oblicuamente ovoides, de 4-8 mm, las hojas con pecíolo de 8 mm, lanceoladas u oblanceoladas de 8-12 x 1-2 cm, glabras, pubescentes en su juventud,  margen serrado glandular, ápice acuminado. La floración es precoz con amentos masculinos cilíndricos, de 1,5-3,5 x 1,8-2 cm, sésiles, con brácteas negras distales, obovado-oblongas, a veces con 3 o 4 glándulas a cada lado. El amento femenino  cilíndrico,de 3-4 × 1-1.5 cm, 5 cm en el fruto; las brácteas como en amentos masculinos.

## Distribución y hábitat
Se encuentra en los bosques, montañas, arroyos, a una altitud de 300-600 metros , en Hebei, Heilongjiang, Jilin, Liaoning, Mongolia Interior en China, en Japón, Corea, Mongolia y Rusia.

## Taxonomía
Salix rorida fue descrita por Lacksch. y publicado en Schedae ad Herbarium Florae Rossicae 7: 131. 1911.
Etimología
Salix: nombre genérico latino para el sauce, sus ramas y madera.
rorida: epíteto latino que significa "mojada por el rocío".
Sinonimia
- Salix psiloides Kom.[6]